# قانون الغابات

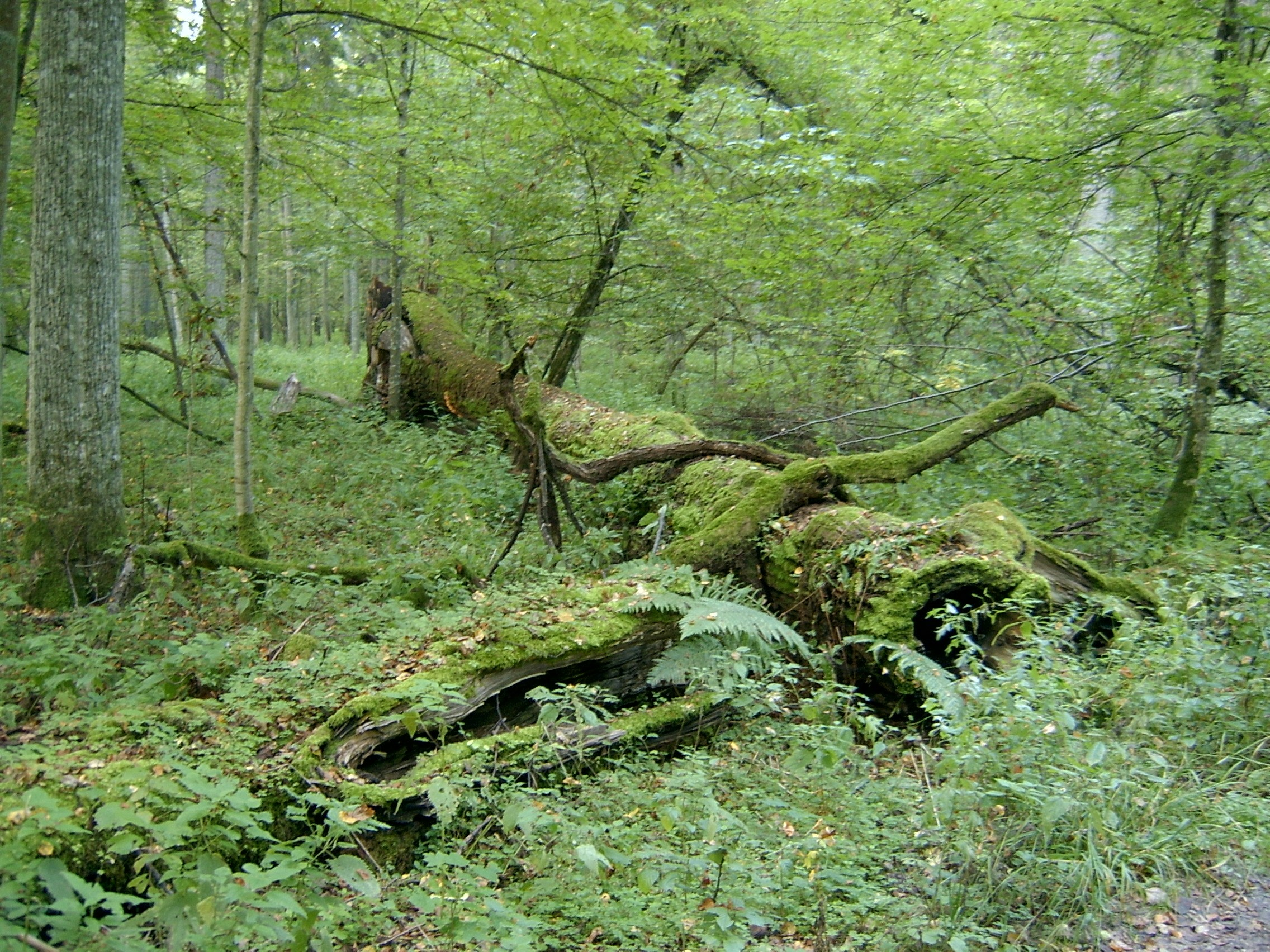

ينظم قانون الغابات الأنشطة التي تجري في أراضي غابات معينة، خصوصًا في ما يتعلق بإدارة الغابات والإشراف عليها وقطع الأشجار بهدف الحصول على الأخشاب. قد تنظم هذه القوانين أيضًا استملاك أراضي الغابات وعمليات الحرق المسموح بها. تعتمد قوانين إدارة الغابات بشكل عام على سياسات الإدارة المشرفة عليها، وتنظم العمليات التي تُدار من خلالها موارد الغابات العامة. تُعتبر المؤسسات الحكومية مسؤولة بشكل عام عن التخطيط لقوانين الغابات العامة والإشراف على تنفيذها، وقد تشارك في جرد الغابات وحمايتها والإشراف على مبيعات الأخشاب، وأحيانًا تسعى المبادرات الأوسع إلى تقليل عمليات إزالة الغابات أو عكسها.

## الهدف
تهدف قوانين الغابات إلى حماية الموارد البيئية، ومنع القضاء على الغابات، وقطع الأشجار، والصيد، وجمع النباتات الحراجية. رغم ذلك، لا توجد قيود واضحة منصوص عليها في هذه القوانين لتحديد العمليات المسموح بها، والحد الأعلى المسموح به لقطع الأشجار. يجب أن تحقق قوانين الغابات أهداف الدولة لحماية الأراضي مع وضع خطوات عملية لتحقيقها.
توضع الخطط أحيانًا بافتراض أن النظم الإيكولوجية داخل الغابة تحتفظ بحالة مستقرة بشكل منفصل عن البيئة المحيطة. يُشار أيضًا إلى أن الكثير من المزارعين والحراجيين الموجودين في بلدان العالم الثالث ليست لديهم المعرفة أو التدريب لمتابعة جميع الخطط والمبادئ التوجيهية التي تضعها الإدارة.
تعمل السياسات والتشريعات العامة على تعزيز التنمية الاقتصادية والاجتماعية المستدامة في المناطق الريفية والحضرية، وتهدف هذه السياسات إلى حماية البيئة، وحماية النباتات، والحيوانات، والإرث الثقافي. تشمل قوانين حماية البيئة عناصر وتوجيهات هامة للحفاظ على الغابات ومراعاة الآثار البيئية على التربة والمياه. حدث في السنوات الأخيرة تغيير كبير في قوانين إدارة الغابات بسبب التأثيرات الخارجية، وعلى أي حال، تأثرت الغابات بزيادة الوعي البيئي من جهة، وتطور التشريعات المعنية من جهة أخرى، وقد زاد كل هذا من التركيز على حماية الحياة البرية والقيم الجمالية للطبيعة.

## التأثيرات
أثر التنوع البيولوجي وتغير المناخ بشكل خاص على قوانين إدارة الغابات، إذ يُؤخذ تمثيل التنوع البيولوجي بعين الاعتبار عند وضع خطط إدارة الغابات. أصبح التخفيف من تأثيرات التغير المناخي هدفًا لقوانين إدارة الغابات بعد الاتفاق على بروتوكول كيوتو، الأمر الذي أكمل السياسات والبرامج المناخية الأوسع نطاقًا. يشير روزنباوم وزملاؤه رغم ذلك إلى أنه ليس هناك سوى القليل من التشريعات التي تحتوي على قوانين واضحة للتخفيف من تأثيرات التغير المناخي على الغابات.
تقر قوانين إدارة الغابات اليوم بأهمية الغابات موطنًا للحياة البرية، وموردًا للرعي والزراعة، ومساهمًا أساسي في الحفاظ على المياه والتربة. أصبحت المبادئ العامة للقانون البيئي والقيم المرتبطة بتحديد التنوع البيولوجي جزءًا أساسيًا من قوانين الغابات. اعتمد منتدى الأمم المتحدة المعني بالغابات، وهو منتدى حكومي دولي أُنشئ في عام 2000، عدة قرارات بشأن التنمية المستدامة للغابات، وخاصة تلك المتعلقة بالجوانب الاجتماعية والثقافية للغابات والمعارف التقليدية المرتبطة بها.

## على المستوى الدولي
لا يمكن توحيد قوانين الغابات بسهولة بين دول العالم، إذ توجد اختلافات هائلة في طبيعة الموارد الحراجية وأهميتها ودورها، فضلًا عن الظروف القانونية والإدارية في كل دولة. على الرغم من وجود دراسات مقارنة مهمة بين قوانين الغابات على المستوى الدولي، فإنها نادرًا ما توفر إرشادات عملية مباشرة حول كيفية تقييم فوائد هذه القوانين.
تختلف الإجراءات العملية من بلد إلى آخر، ولكن يُنظر إلى الغابات العامة في جميع الحالات على أنها مورد وطني، أي إن ملكيتها السيادية تعود بشكل كامل للدولة، فمثلًا، رغم أن معظم أراضي الغابات في الولايات المتحدة وكندا تتبع لملكية خاصة، تحتفظ الدولة بكمية كبيرة من هذه الغابات بصفتها «سلعةً عامةً» ولكنها مؤجرة بشكل منتظم لمنتجي الأخشاب الخاصين. في إندونيسيا، تُعتبر الغابات مملوكة قانونيًا للدولة ولكنها تعامل على أنها ملكية خاصة، بينما في البرازيل، ساهم ضعف الحكومة المركزية في سهولة استملاك الغابات والسيطرة عليها.